# Bušovce (przystanek kolejowy)
Bušovce – przystanek kolejowy znajdujący się we wsi Bušovce, w kraju preszowskim, na linii kolejowej nr 185 (Słowacja).